# Abisara formosana
Abisara formosana är en fjärilsart som beskrevs av Hans Ferdinand Emil Julius Stichel 1914. Abisara formosana ingår i släktet Abisara och familjen Riodinidae. Inga underarter finns listade i Catalogue of Life.